# Albi d'Oro
Gli Albi d'Oro è stata una collana periodica a fumetti pubblicata in Italia da Arnoldo Mondadori Editore in varie serie dal 1937 al 1956 e che presentava storie sia di produzione Disney che di altri. Rappresenta la più importante serie a fumetti pubblicata dalla Mondadori nel secondo dopoguerra insieme a Topolino formato libretto .

## Storia editoriale
La serie è composta da 693 albi così suddivisi:
| Anni      | Serie                                                | Numero albi         | Periodicità                         |
| --------- | ---------------------------------------------------- | ------------------- | ----------------------------------- |
| 1937-1940 | Albi d'Oro - prima serie (chiamata anche anteguerra) | 41 + 13 supplementi | mensile                             |
| 1946-1952 | Albi d'Oro - seconda serie                           | 372                 | settimanale                         |
| 1953-1956 | Albi d'Oro - serie comica                            | 195 + 3 supplementi | settimanale, mensile (gli ultimi 3) |
| 1953-1955 | Albi d'Oro - serie della prateria                    | 85                  | settimanale                         |

### Prima serie
La prima serie (chiamata anche anteguerra) venne pubblicata con cadenza mensile per 41 numeri e 13 supplementi (Albi di Braccio di Ferro), dal gennaio 1937 all'agosto 1940, quando le vicende belliche la portarono alla chiusura.
Con l'eccezione di pochi fascicoli dedicati a storie inedite di produzione americana, italiana o britannica, gli Albi d'Oro riproponevano in unico albo storie a fumetti tratte dalla serie a strisce giornaliere di Topolino già apparse a puntate sul settimanale Topolino (giornale). La produzione pubblicata è quella realizzata negli Stati Uniti prima che la Casa Editrice Nerbini incominciasse a pubblicare il materiale Disney in Italia.

### Seconda serie
La pubblicazione degli albi riprese dopo il termine della seconda guerra mondiale con cadenza settimanale per 372 numeri, dal maggio 1946 fino al dicembre 1952, in una veste grafica completamente diversa e ripartendo da capo con la numerazione progressiva.
In questa serie vennero alternati personaggi della Disney (inizialmente ristampando storie anteguerra) con personaggi realistici e con materiale ristampato da precedenti pubblicazioni Arnoldo Mondadori Editore come Pecos Bill, Oklahoma! o anche personaggi della Warner Bros. quali Lollo Rompicollo e Meo Maramao, Braccio di Ferro e la trasposizione del film d'animazione La rosa di Bagdad.
Dopo aver inizialmente ristampato storie disneyane anteguerra incominciarono a essere pubblicate storie inedite britanniche, argentine, americane (tra cui quelle di Carl Barks e quelle edite nella collana americana Four Color) e storie realizzate in Italia da Federico Pedrocchi, Pinochi, Nino Pagot e Luciano Bottaro.

### Serie comica e Serie della prateria
Dal 1953 e fino al 1956 la serie continuò con due titoli e numerazioni separati; in concomitanza, ognuna ripartiva dal numero 1 all'inizio di ogni anno. Erano:
- Albi d'Oro - serie comica pubblicata con cadenza settimanale da gennaio 1953 a settembre 1956 per 195 numeri, con materiale Disney (137 albi) e altri personaggi comici Warner Bros. (58 albi)[8][9].
- Albi d'Oro - serie della prateria pubblicata con cadenza settimanale e poi quattordicinale dall'8 gennaio 1953 al 31 marzo 1955 per 85 numeri, con materiale western di Pecos Bill (68 albi) e di Oklaoma! (17 albi)[10][11].

## Almanacco Topolino
Dal dicembre 1947 al luglio 1956 nella collana Albi d'Oro seconda serie e serie comica vennero annualmente pubblicati 18 volumi speciali con foliazione e prezzo maggiorato intitolati Almanacco Topolino con l'indicazione dell'anno successivo e Almanacco estivo.
Nel 1956, gli ultimi tre numeri definitivi della serie comica (39, 40 e 41) vennero pubblicati con cadenza mensile (e non più settimanale) e intitolati Albi d'oro - Almanacco Topolino (con la stessa grafica della testata successiva).
Infine da gennaio 1957 Almanacco Topolino sostituì la testata Albi d'Oro partendo con una nuova numerazione, ma continuando a riportare l'indicazione Albi d'Oro in alto a sinistra fino al n. 264 del dicembre 1978 (sul successivo appare soltanto la dicitura Almanacco Topolino).